# Nagyvárad–Székelyhíd–Érmihályfalva–Nagykároly–Szatmárnémeti–Halmi–Királyháza-vasútvonal

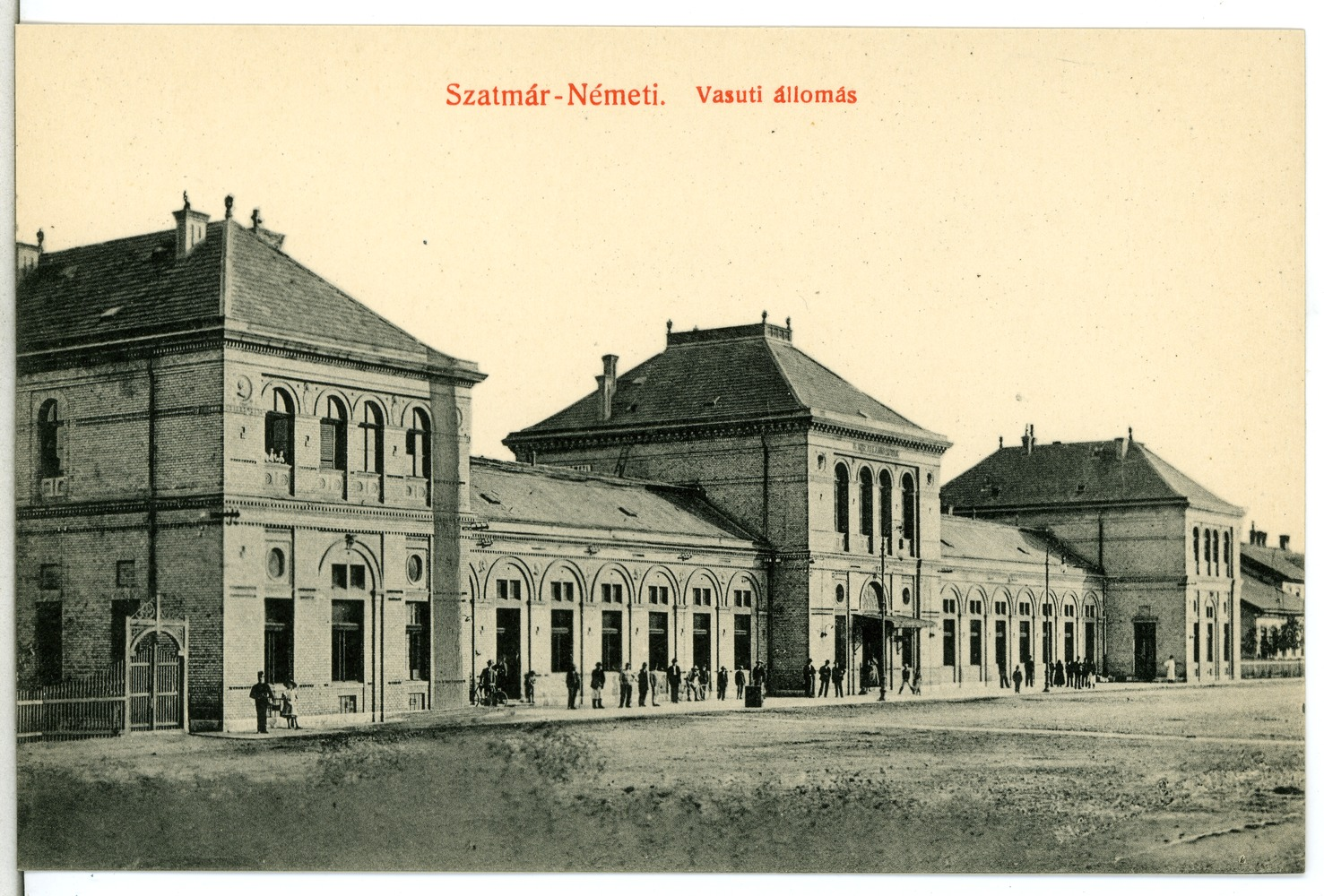
Szatmárnémeti vasútállomása 1911-ben

A Nagyvárad–Székelyhíd–Érmihályfalva–Nagykároly–Szatmárnémeti–Halmi–Királyháza-vasútvonal vasútvonal nagyobbrészt Románia, kisebbrészt Ukrajna területén. 154 km-es romániai szakasza a CFR hálózatának része.

## Forgalom
A vonal ukrajnai szakaszán 2017 februári menetrend szerint a következő viszonylatú személyszállító vonatok közlekednek Nevetlenfalu–Királyháza irányban:
- Nevetlenfalu–Királyháza–Bátyú (napi 1)
- Nevetlenfalu–Királyháza–Aknaszlatina (napi 1)
- Nevetlenfalu–Királyháza (napi 1)

Királyháza–Nevetlenfalu irányban:
- Bátyú–Királyháza–Nevetlenfalu (napi 1)
- Királyháza–Nevetlenfalu (napi 1)[1]

Nevetlenfalu és Halmi között a határátmeneten jelenleg (2016-ban) nincsen személyforgalom.